# Wohnhaus Brendel & Franksche Stiftung

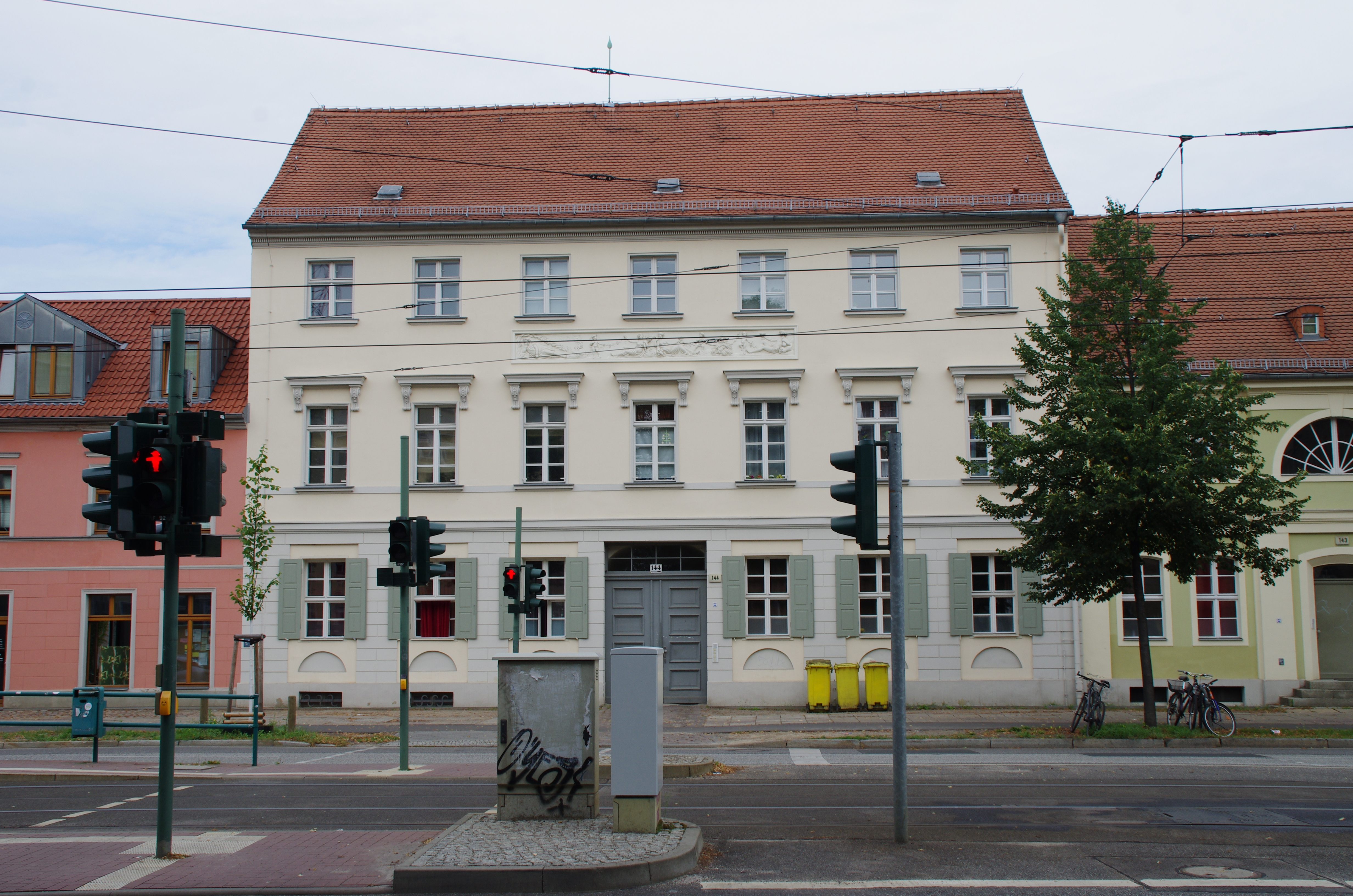
Ehemaliges Wohnhaus Brendel, Berliner Straße 144

Das Wohnhaus Berliner Straße 144, auch Wohnhaus Brendel, ist ein denkmalgeschütztes Gebäude in der Berliner Vorstadt von Potsdam.

## Architektur
Der siebenachsige Putzbau ist dreigeschossig mit Satteldach. Im Erdgeschoss gliedern Lisenen und eingeschnittene Halbkreisbögen in den Fensterbrüstungen die Fassade. An den hochrechteckigen Fensteröffnungen sind Fensterläden angebracht. Im ersten Obergeschoss schmücken Fensterverdachungen auf Konsolen die ebenfalls hochrechteckigen Fenster. Das Relief zwischen dem ersten und zweiten Obergeschoss schuf der Bildhauer und Schadow-Schüler Johannes Eckstein. Allegorien der Jahreszeiten zeigen Saturn, Flora, Pomona und Bacchus.

## Geschichte
Das zwischen 1790 und 1792 errichtete Wohnhaus des Hofzimmermeisters Johann Gottlob David Brendel (1753–1803) war das erste private Bürgerhaus in der Berliner Vorstadt. Es wurde 1826 dem Potsdamer Armen- und Arbeitshaus übertragen. Mit dem angrenzenden Haus Berliner Straße 143 ging das Gebäudeensemble in den 1840er Jahren an die vom Hofapotheker Johann Ferdinand Frank (1775–1830) begründete „Frank’sche Stiftung“, die eine „Erziehungsanstalt für verwahrloste Knaben“ einrichtete. 1933 wurde die Stiftung aufgelöst und in eine „Hilfsschule für Schwachbegabte“ umgewandelt. Zu DDR-Zeiten „Walter-Junker-Schule“, beherbergten die Häuser Berliner Straße 143 und 144 von 1992 bis 2007 die Fröbelschule (Förderschule für Erziehungshilfe), benannt nach dem Pädagogen Friedrich Fröbel. 2008 wurde das Gebäude als Mietwohnhaus umgenutzt.